# Синтагма (площад)
Вижте пояснителната страница за други значения на Синтагма.
Площад Синтагма (на гръцки: Πλατεία Συντάγματος) е централният площад на града и едно от най-известните места в Атина.
Площадът е кръстен на Конституцията, която първият крал на Гърция Ото е длъжен да предостави, след народния и военен бунт на 3 септември 1843 г.  На него от 1934 г. е разположен гръцкият парламент (дотогава кралски дворец) и това е най-важният площад в модерна Атина, както от историческа и социална гледна точка, така и като център на търговската дейност и гръцката политика.

## Галерия
- Паметник на Незнайния воин
- Част от акведукта Peisistratian изложен на площад Синтагма
- На площада през 1910 г.
- Гражданите празнуват освобождението на страната от силите на Оста (октомври 1944)
- Атински трамвай на Синтагма